# Phauda kantonensis
Phauda kantonensis is een vlinder uit de familie Phaudidae. De wetenschappelijke naam van de soort is voor het eerst geldig gepubliceerd in 1922 door Mell.